# Carlo Morosi
Carlo Morosi (Cardano al Campo, 15 ottobre 1911 – Dorno, 27 luglio 1962) è stato un calciatore italiano, di ruolo centrocampista.

## Carriera
Dopo un periodo relativamente breve nella Gallaratese, il suo cartellino viene acquistato dalla Vigevanesi.
Con questa squadra gioca quattro stagioni disputando 63 gare in Serie B nel 1934-1935, 1935-1936 e 1937-1938.
Nel giugno 1937 è convocato dal Commissario Unico Pozzo in vista del match Italia-Ungheria disputato ad Ancona il 13 giugno 1937 tra le Nazionali studentesche dei due Paesi.
Ceduto allo Spezia, resta per quattro anni disputando 30 presenze nella Serie B 1938-1939. Nell'annata 1940-1941 totalizza 34 presenze nel campionato di seconda divisione e 3 in Coppa Italia, mentre l'anno precedente aveva contribuito con 2 reti in 21 presenze alla vittoria del campionato di Serie C.

## Palmarès

### Club

#### Competizioni nazionali
- Serie C: 2

Vigevano: 1936-1937
Spezia: 1939-1940